# Грейн-Веллі (Міссурі)
Грейн-Веллі (англ. Grain Valley) — місто (англ. city) в США, в окрузі Джексон штату Міссурі. Населення — 15 627 осіб (2020).

## Географія
Грейн-Веллі розташований за координатами 39°0′56″ пн. ш. 94°12′29″ зх. д. / 39.01556° пн. ш. 94.20806° зх. д. (39.015625, -94.208060).  За даними Бюро перепису населення США в 2010 році місто мало площу 15,72 км², з яких 15,70 км² — суходіл та 0,02 км² — водойми.

## Демографія
Згідно з переписом 2010 року, у місті мешкали 12 854 особи в 4566 домогосподарствах у складі 3395 родин. Густота населення становила 818 осіб/км².  Було 4867 помешкань (310/км²).
Расовий склад населення:
| - 92,6 % — білих - 2,5 % — чорних або афроамериканців - 0,6 % — корінних американців - 0,6 % — азіатів - 0,1 % — вихідців з тихоокеанських островів - 1,2 % — осіб інших рас |

До двох чи більше рас належало 2,3 %. Частка іспаномовних становила 4,9 % від усіх жителів.
За віковим діапазоном населення розподілялося таким чином: 32,1 % — особи молодші 18 років, 61,1 % — особи у віці 18—64 років, 6,8 % — особи у віці 65 років та старші. Медіана віку мешканця становила 30,5 року. На 100 осіб жіночої статі у місті припадало 95,8 чоловіків;  на 100 жінок у віці від 18 років та старших — 89,1 чоловіків також старших 18 років.
Середній дохід на одне домашнє господарство  становив 68 062 долари США (медіана — 56 009), а середній дохід на одну сім'ю — 76 524 долари (медіана — 68 398). Медіана доходів становила 51 570 доларів для чоловіків та 40 282 долари для жінок. За межею бідності перебувало 12,0 % осіб, у тому числі 16,6 % дітей у віці до 18 років та 5,9 % осіб у віці 65 років та старших.
Цивільне працевлаштоване населення становило 6768 осіб. Основні галузі зайнятості: освіта, охорона здоров'я та соціальна допомога — 26,6 %, роздрібна торгівля — 12,4 %, фінанси, страхування та нерухомість — 10,7 %.